# Fotis Antonarakis
Fotis Antonarakis (griechisch Φώτης Αντωναράκης, * 2. August 1987 in Iraklio) ist ein ehemaliger griechischer Bahn- und Straßenradrennfahrer.

## Sportliche Laufbahn
Fotis Antonarakis wurde 2006 griechischer Meister in der Mannschaftsverfolgung auf der Bahn. Im Jahr konnte er diesen Titel erneut erringen. Bei seinen Rennen auf der Straße blieben größere Erfolge aus: 2004 belegte er im Junioren-Rennen der griechischen Straßenmeisterschaft Platz drei, 2005 Platz zwei. 2011 beendete er seine Radsportlaufbahn.

## Erfolge
2006
- Griechischer Meister – Mannschaftsverfolgung mit Aggelis Armenatzoglou, Ioannis Passadakis und Thomas Rodios

2007
- Griechischer Meister – Mannschaftsverfolgung mit Aggelis Armenatzoglou, Ioannis Maravelakis und Ioannis Passadakis